# Zacarías García Villada
Zacarías García Villada, S.J., (Gatón de Campos, Valladolid, 16 de marzo de 1879-Vicálvaro, Madrid, 1 de octubre de 1936) fue un sacerdote, jesuita e historiador español. Murió asesinado al comienzo de la guerra civil española, víctima de la persecución religiosa en el contexto de la represión en la zona republicana.

## Biografía
Obtuvo el título de licenciado en Filosofía y Letras y posteriormente el de Teología. Fue miembro de la Compañía de Jesús desde 1894, formándose en estudios humanísticos en el Colegio Sagrado Corazón de Carrión de los Condes, completados en Burgos. Continuó estudiando Filosofía en Colegio Máximo de Oña y en Jersey, Gran Bretaña, ejerciendo como profesor en el Colegio Pío Latino de Roma. Entre 1906 y 1910 cursó estudios de Teología en Universidad de Innsbruck, y entre 1910 y 1911 también cursó estudios de Historia en la Universidad de Viena, siendo ordenado en el sacerdocio en 1909.  Trabajó para los archivos de la Corona de Aragón entre 1911 y 1912, llegando a formar parte de la Real Academia de la Historia en 1935. 
El inicio de la Guerra Civil y de la persecución religiosa le encontró en Madrid. Pudo esconderse pero fue finalmente detenido por milicianos y fusilado el 1 de octubre de 1936 en la carretera de Vicálvaro (hoy avenida de Daroca).

## Obras

### Libros:
- Cómo se aprende a trabajar científicamente: Lecciones de Metodología y crítica históricas (Barcelona, Tipografía Católica, 1912).
- Crónica de Alfonso III (Madrid, Sucesores de Rivadeneyra, 1918).
- Catálogo de los códices y documentos de la Catedral de León (Madrid, Imprenta Clásica Española, 1919).
- Cisneros según sus íntimos (Madrid, Razón y Fe, 1920).
- Metodología y crítica históricas (Barcelona, Sucesores de Juan Gili, 1921). Fue reimpreso en Barcelona en 1977.
- Covadonga en la tradición y en la leyenda (Madrid, Razón y Fe, 1922).
- San Isidro Labrador en la Historia y en la Literatura (Madrid, Razón y Fe, 1922).
- Paleografía española, precedida de una introducción sobre la paleografía latina, e ilustrada con veintinueve grabados en el texto y ciento diez y seis facsímiles en un álbum aparte (Madrid, Revista de Filología Española, 1923, 2 vols.). Fue reeditada en edición facsímil en Barcelona en 1974).
- Rosas de martirio (Madrid, Editorial Apostolado de la Prensa, 1925).
- Vida de Jesucristo y de la Iglesia Apostólica (Madrid, Bruno del Amo, 1928).
- Historia Eclesiástica de España, (t. I, Madrid, Compañía Iberoamericana de Publicaciones, 1929).
- Historia Eclesiástica de España, (t. II, Madrid, Razón y Fe, 1932-1933).
- Historia Eclesiástica de España, (t. III, Madrid, Razón y Fe, 1936).
- El destino de España en la Historia Universal (Madrid, Cultura Española, 1936).